# Порто-Віро
Порто-Віро (італ. Porto Viro, вен. Porto Viro) — муніципалітет в Італії, у регіоні Венето, провінція Ровіго.
Порто-Віро розташоване на відстані близько 350 км на північ від Рима, 50 км на південь від Венеції, 35 км на схід від Ровіго.
Населення — 14 591 особа (2014).
Щорічний фестиваль відбувається 11 жовтня. Покровитель — Santa Maria.

## Демографія
Станом на 1 січня 2023 року в муніципалітеті офіційно проживало 770 іноземців з 48 країн, серед них 176 громадян країн Євросоюзу та 70 громадян України.

## Сусідні муніципалітети
- Лорео
- Порто-Толле
- Розоліна
- Тальйо-ді-По